# Trupp (Militär)

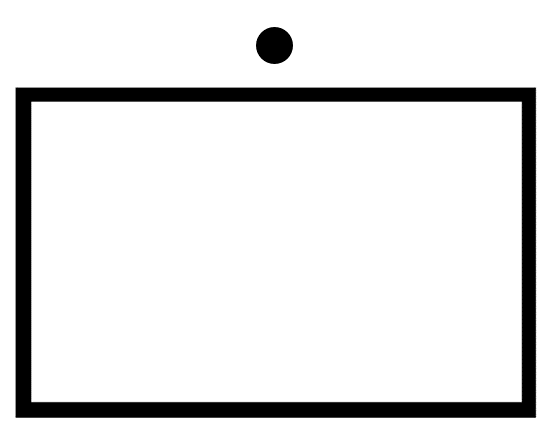
Taktisches Zeichen (Grundmuster)

Ein Trupp (kurz: Trp) ist die kleinste militärische Gliederungsform oder Teileinheit. Nach Bundeswehr-Definition besteht ein Trupp aus zwei bis acht Mann, ab neun Mann spricht man von einer Gruppe. In anglophonen Streitkräften lautet die Bezeichnung für eine zwei bis acht Mann zählende Teileinheit Team (z. B. Fireteam).

## Wortherkunft
Die Wörter Trupp und Truppe sind kurz vor dem Dreißigjährigen Krieg aus dem französischen „troupe“ entstanden. Das französische „troupe“ geht vermutlich auf das gallo-romanische „troppus“ (= Herde) und weiter auf das altfränkische „throp“ (= Ansammlung, Menge) zurück.

## Gliederung
Meist bilden mehrere Trupps eine Gruppe bzw. jede Unterteilung einer Gruppe wird als Trupp bezeichnet. (Ausnahme: Unterteilungen einer marschierenden oder angetretenen Formation heißen der Länge nach Glied bzw. der Breite nach – aus drei Mann bestehend – Rotte.)
Ein Trupp wird nach Bedarf auch aus der übergeordneten Teileinheit Gruppe für eine bestimmte Aufgabe gebildet – so der Panzervernichtungstrupp zur Bekämpfung von Feindpanzern, der sMG-Trupp mit MG auf Feldlafette, der Fliegerabwehrtrupp mit MG auf Fliegerdreibein, der ABC-Abwehrtrupp zur Aufklärung von ABC-Kampfmitteln, der Spähtrupp kann je nach Lage und Auftrag hingegen bis Gruppenstärke haben. Truppführer ist meist ein Unteroffizier. Der Schützentrupp einer abgesessenen Panzergrenadiergruppe Stärke 6 Mann kann in Panzervernichtungstrupp und MG-Trupp aufgeteilt werden.
Aufgaben, deren Erfüllung nur weniger Soldaten bedarf, werden von einem Trupp wahrgenommen, der fest mit dieser Aufgabe beauftragt ist – Kompanie-Feldküchentrupp aus dem Bataillons-Versorgungszug, Kompanie-Fernmeldetrupp des Bataillons-Fernmeldezuges (Bataillonsfunkkreis), Kompanie-Sanitätstrupp des Bataillons-Sanitätszug, Kompanie-Versorgungstrupp der Kompanieführungsgruppe.
Die Feldjäger führen ihre Streifen und den Wach- und Ordnungsdienst meist in Truppstärke durch.

## Führer
Truppführer sind unmittelbare Vorgesetzte, wechseln aber häufiger als ranghöhere solche und werden des Öfteren ad hoc eingesetzt; ein Soldat muss nicht ständig einem Truppführer unterstellt sein.
Üblicherweise wird die Funktion von dem dienstgradhöchsten und/oder dienstältesten Soldaten des Trupps wahrgenommen, sofern fachliche Notwendigkeiten nichts anderes verlangen:
- In Ausbildungseinheiten werden Trupps nur ad hoc gebildet, die dann in der Regel gänzlich, einschließlich Führer, aus Rekruten bestehen. Den sonst üblichen Truppführern entspricht am ehesten der Hilfsausbilder; dieser ist seinen (kraft besonderen Aufgabenbereichs) Untergebenen mitunter nur um ein Quartal im Dienstalter voraus.
- Im Fahrschulbetrieb kann ein Unteroffizier als Fahrlehrer Truppführer mehrerer Mannschaftsdienstgrade sein. Ihm können aber genauso auch mehrere Leutnante als Fahrschüler unterstellt sein.

## Beispiele für Trupps

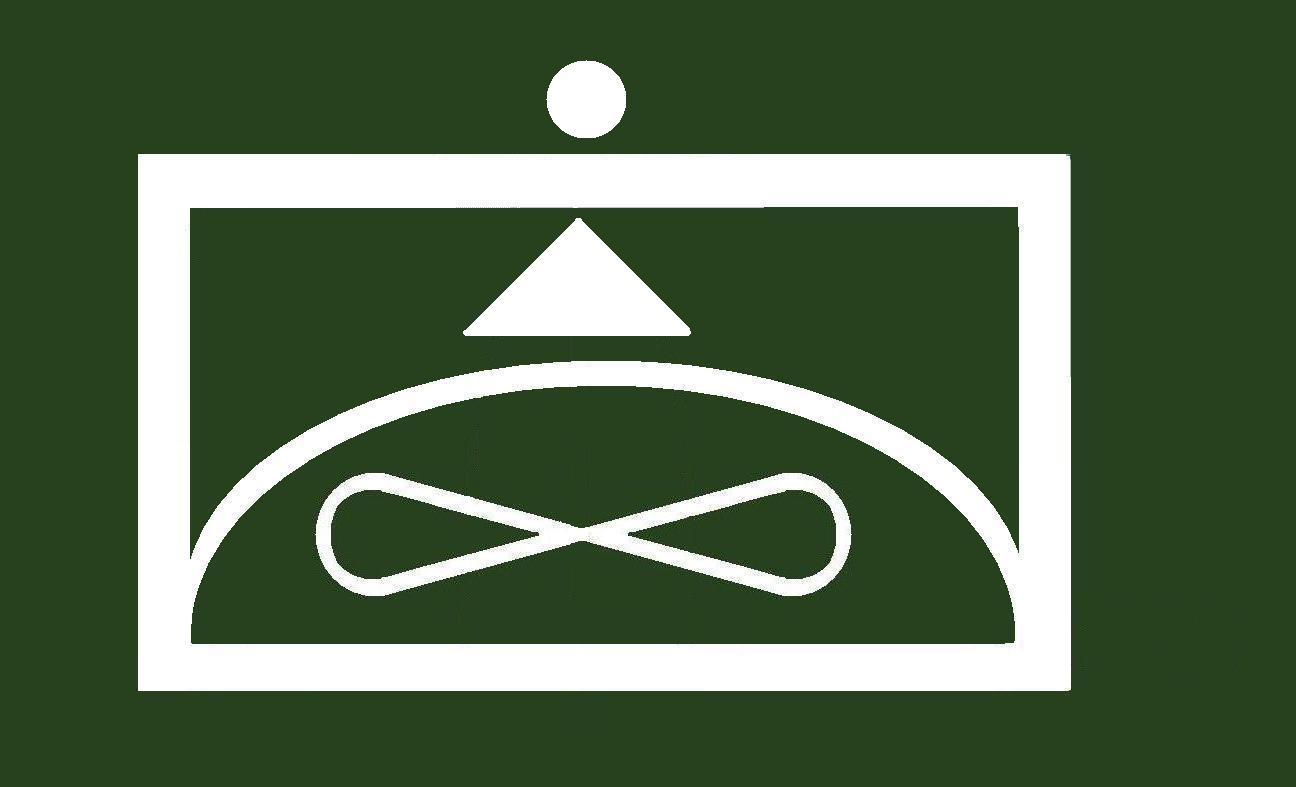
Luftraumbeobachtung
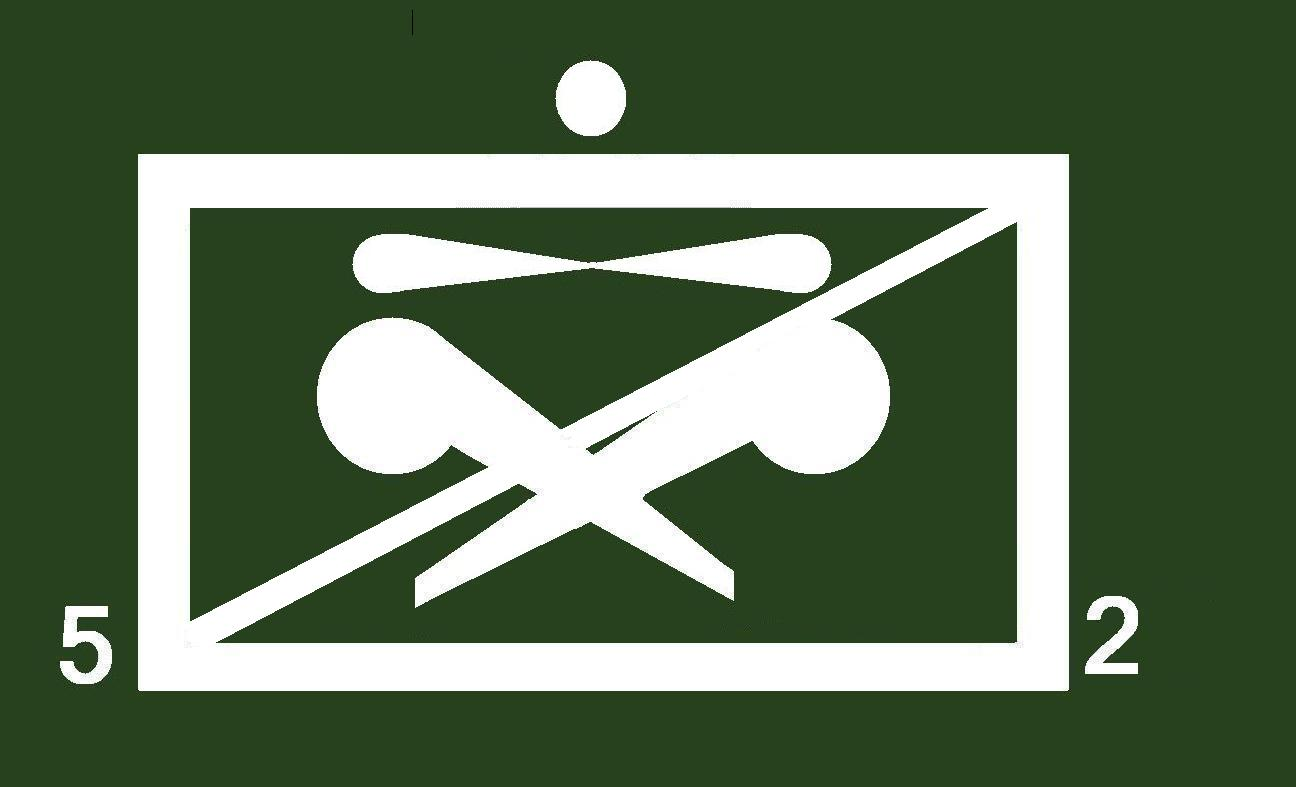
Lufteinsatz
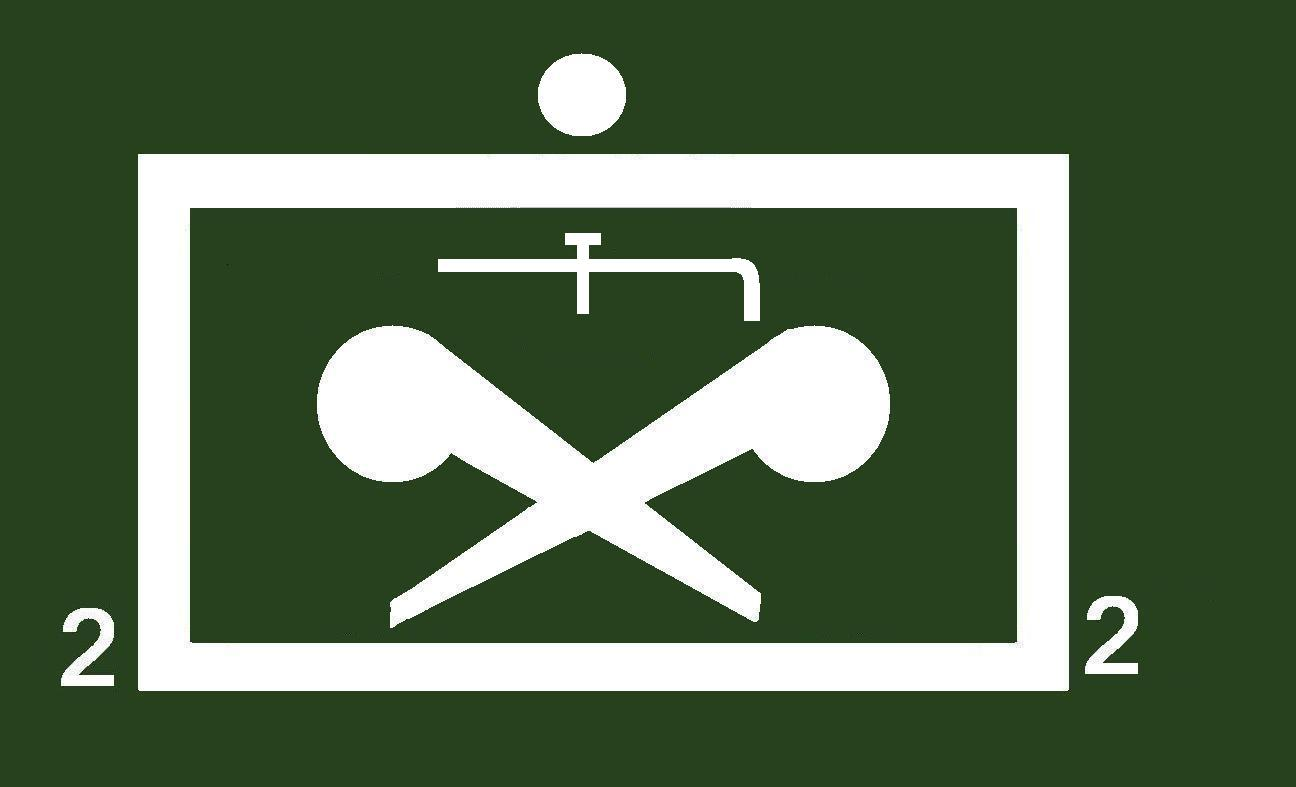
ABC-Wasseraufbereitung
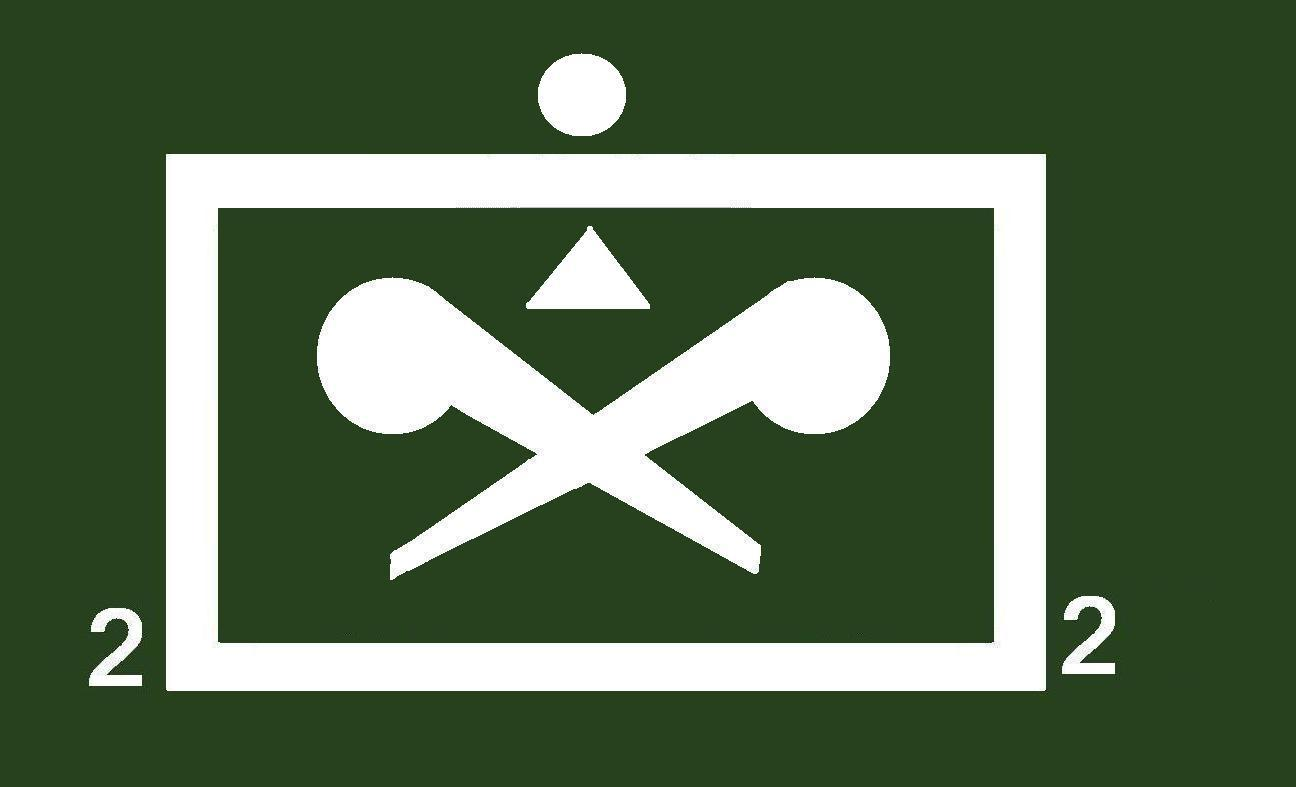
ABC-Messtrupp